# John Lesley
Pour les articles homonymes, voir John Leslie.
John Lesley ou John Leslie, en latin Ioannes Lessaeus, (29 septembre 1527-31 mai 1596) est un évêque catholique et historien écossais.

## Biographie
Son père Gavin Lesley est recteur de Kingussie (Badenoch). Il étudie à l'Université d'Aberdeen, où il obtient la maîtrise en arts. En 1538, il obtient une dispense lui permettant d'obtenir un bénéfice ecclésiastique, en dépit de sa naissance illégitime, et en juin, il devient acolyte de la cathédrale d'Aberdeen, où il est ensuite appointé en tant que chanoine.
Il suit également des études à Poitiers, Toulouse et Paris, et obtient le titre de docteur en droit, en 1553. En 1558, il entre dans les ordres et reçoit la cure et le bénéfice d'Oyne. Au moment de la Réforme écossaise, Lesley devient un défenseur du catholicisme. À Édimbourg, en 1561, il fait partie des opposants à la réforme dans une controverse solennelle qui l'oppose à John Knox et John Willock (en). En août, du fait des troubles opposant protestants et catholiques, il est chargé de ramener de France la jeune reine Marie Stuart sur le trône d'Écosse.
À son retour, il est nommé conseiller privé et professeur de droit canon au King's College d'Aberdeen et, en 1565, un des sénateurs du collège de justice. Peu de temps après, il est fait abbé de Lindores et, en 1565, évêque de Ross, l'élection du Saint-Siège étant confirmée l'année suivante. Il est l'un des seize commissaires désignés pour réviser les lois de l'Écosse.
Lesley est l'un des partisans les plus fidèles de Marie Stuart. Alors que Marie est prisonnière en Angleterre, il s'efforce de lui venir en aide ; il fait partie des commissaires de la conférence d'York en 1568. Il est envoyé comme ambassadeur à la cour d'Élisabeth pour se plaindre de l'injustice qui est faite à Marie et, constatant qu'il n'est pas entendu, il projette son évasion. Il négocie également pour elle un projet de mariage avec le duc de Norfolk, mais le duc, convaincu de trahison, est exécuté. Lesley est ensuite enfermé à la Tour de Londres. Pendant sa captivité, il collecte des matériaux pour son histoire de l'Écosse, son œuvre actuellement la plus connue. En 1571, il présente des extraits de ce texte, écrits en scots, pour distraire la reine Marie durant sa captivité. Il écrit également à son intention Piae Consolationes.
Il est libéré en 1573, mais banni d'Angleterre. Pendant deux ans, il tente en vain d'obtenir l'assistance des princes d'Europe en faveur de la reine Marie. Entretemps, il publie à Rome, en 1578, son histoire de l'Écosse, en latin, sous le titre De Origine, Moribus, et Rebus Gestis Scotorum.
En 1579, il part pour la France, où il est élu suffragant et vicaire général de l'archidiocèse de Rouen. Mais dès qu'il arrive dans son diocèse, il est emprisonné, et doit payer 3 000 pistoles pour éviter d'être livré à Élisabeth. Le reste du règne de Henri III se déroule sans encombre pour lui, mais à l'accession au trône du protestant Henri IV, il est de nouveau inquiété. Il est remis en prison en 1590, et doit payer sa liberté au même prix que précédemment.
En décembre 1592, il est fait évêque de Coutances, en Normandie, mais ne peut prendre possession du siège après l'effondrement de la Sainte Ligue, pas plus que de celui de l'évêché de Ross. Il se retire dans un monastère à Grimbergen, près de Bruxelles, où il meurt le 31 mai 1596.
L'année suivante, son neveu et héritier, aussi appelé John Lesley, commissionne une épitaphe pour célébrer le premier anniversaire de sa mort. Elle est aujourd'hui scellée dans le mur nord du chœur de la basilique St-Servais. En voici le texte et la traduction :
D(eo) . O(ptimo) . M(aximo)

IOANNES.LESLOEVS.EPISCOPVS.ROSSENSIS

SCOTVS.EX.ILIVSTRI.FAMILIA.LESLOEORVM

OMNI.GENERE.SCIENTIARUM CVLTISSIM(us)

ORATOR.AD REGEM GALL(iae).FRANCISCVM II (= secundum)

CONSILIARIVS.MARIAE.G(?).M(?).SCOT(iae).REGINAE

CATHO(li)CAE.REL(igionis).CONSTANTISS(imus).PROPVGNATOR

POST IMMENSOS.PRO.AVITA.FIDE.LABORES

PROESERTIM.IN.REGNO.SCO(to).RESTITVENDO

POST.DEFENSAM.IN ANGLIA.MAR(iae).SCO(iae).REG(inae)

POST.VARIA.SVMMA.CVM.LAVDE.GESTA

TRANQVILLISSIME.EXCESSIT.BRVXELLAE.

PRID(ie):CAL(endas).IVN(ias).AN(n)O.M.VC.XCVI (= 1596).

AETATIS.SVAE

LXX (= 70).

AVVNCVLO.GRATO.NE.SVPERESSET.INGRATVS

IOANNES.LESLOEVS.NEPOS.HOERES.MOEST(us).POS(uit)

ET.PRO.EODEM.ANNIVERSAR(io).P(?).P(?).FVNDAVIT

IN.HOC.COENOBIO.GRENBERGEN.PRIDIE.CAL(endas).IVN(ias)

CELEBRANDVM

NATALEM.ET.LOCVM.ET.DIEM.SCIMVS

SEPVLCHRI.NESCIMVS

1597

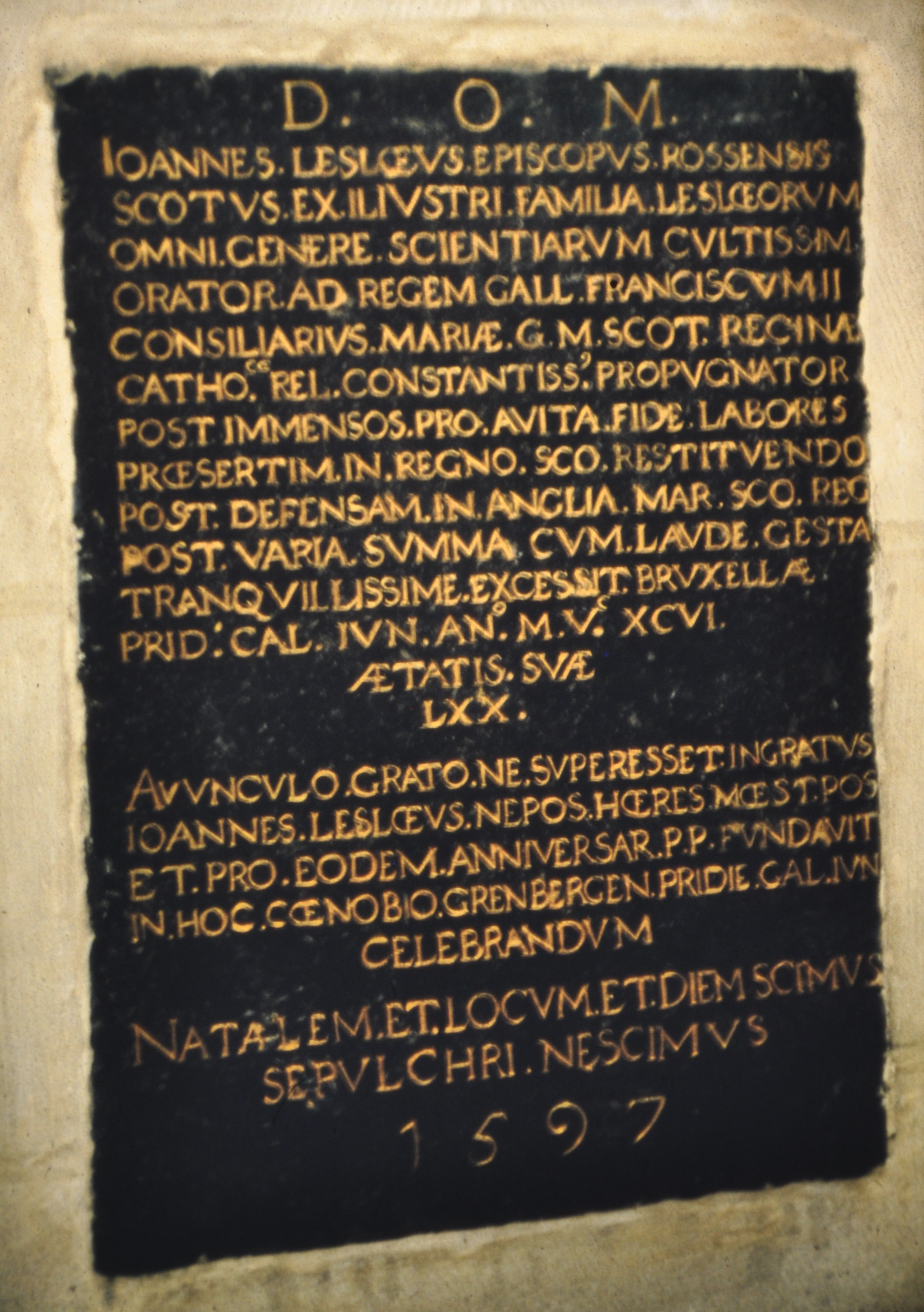
Épitaphe de John Lesley, évêque de Ross. Basilique St-Servais, Grimbergen (BE)

"À Dieu, le meilleur, le plus grand. John Lesley, évêque de Ross, écossais, de la célèbre famille des Lesley, très éduqué en toute sorte de science, orateur auprès du roi de France François II, conseiller de Marie ... reine d'Écosse, défenseur très constant de la religion catholique, après des efforts immenses pour la foi ancestrale, particulièrement après avoir été ramené au royaume d'Écosse après la défense en Angleterre de Marie, reine d'Écosse, après avoir accompli de nombreuses choses dignes des plus hautes éloges, mourut tranquillement à Bruxelles la veille des Calendes de juin (= le 31 mai) en l'an 1596, âgé de 70 ans.
Pour ne pas demeurer peu reconnaissant envers son cher oncle, John Lesley son neveu, son triste héritier, a fait poser (cette plaque) et pour l'anniversaire-même a fait établir ... en ce monastère de Grenbergen la veille des Calendes de juin pour qu'il soit célébré.
Nous connaissons le lieu et le jour de notre naissance, (mais) nous ignorons ceux de notre mort.
1597"

## Œuvres principales
- A Defence of the Honor of Marie, Queene of Scotland, by Eusebius Dicaeophile (Londres, 1569), réimprimé, avec des modifications, à Liège en 1571, sous le titre A treatise concerning the defence of the honour of the right high, mightie and noble Princesse, Marie Queene of Scotland, and Douager of France, with a declaration, as wel of her right, title, and interest, to the succession of the croune of England: as that the regiment of women is conformable to the lawe of God and nature. Made by Morgan Philippes, Bachelar of Diuinitie, An. 1570.
- Une histoire de l'Écosse de 1436 à 1561, publiée à Rome en 1578. La première partie est intitulée De origine, moribus, ac rebus gestis Scotorum libri decem et la seconde De rebus gestis Scotorum posteriores libri tres, recentiorum regum historiam, quæ hucusque desiderabatur, ab anno Domini MCCCCXXXVI usque ad annum MDLXII fusius continentes. Cet ouvrage doit beaucoup, dans ses premiers chapitres, à Hector Boece et John Mair, bien que certains passages non négligeables, concernant la topographie, soient de première main. Dans les sections plus récentes, Lesley livre un apport indépendant (du point de vue catholique), qui fournit un éclairage important et des corrections non négligeables aux œuvres de George Buchanan et de John Knox. Une version en scots a été écrite en 1596 par James Dalrymple.
- De illustrium feminarum in republica administranda autoritate libellus (Reims, 1580)

Une seule traduction en français recensée dans le catalogue de la BNF :
- Oraison funèbre sur la mort de la royne d'Escosse, traduite d'escossois en nostre langue françoise, par N. L. R. P., traduction de Nicolas Loiseul, J. Charron, Paris, 1587.